# King Peninsula
King Peninsula – półwysep w Antarktydzie Zachodniej, ograniczający od południa cieśninę Peacock Sound.

## Nazwa
Nazwa półwyspu upamiętnia admirała floty amerykańskiej Ernesta J. Kinga (1878–1956), Chief of Naval Operations (COMINCH-CNO) w czasie II wojny światowej, który zatwierdził wstępne prace nad Operacją Highjump .

## Geografia
Półwysep leży w Antarktydzie Zachodniej, między lodowcami szelfowymi Abbota i Cosgrove Ice Shelf spływającymi do Morza Amundsena, na południe od Wyspy Thurstona . Ogranicza od południa Peacock Sound – cieśninę między Wyspą Thurstona i Wybrzeżem Eightsa .
King Peninsula ma ok. 161 km długości i 32 szerokości . 

## Historia
Półwysep został sfotografowany z powietrza w ramach Operacji Highjump w latach 1946–1947 i na podstawie tych zdjęć zidentyfikowany jako podłużna wyspa lub półwysep . Ostatecznie określony jako półwysep na podstawie zdjęć wykonanych w 1966 roku . 